# Миленко Јовановић
Миленко Јовановић био је српски потпуковик. Носилац је Карађорђеве звезде са мачевима.

## Биографија
Потиче из породице која се у село Каре, срез добрички, населила после ослобођења од Турака 1878. године. Иако се радо о великом јунаку о њему нема много сачуваних података. Оно што је извесно, на основу броја указа којим је одликован официрским орденом КЗм са мачевима IV реда, може се закључити да је одликован за изузетну храбрости у рату са Бугарима 1913. године. Према томе Јовановић спада у ред оних српских официра који су међу првима били одликовани овим високим одликовањем за храброст. Из тог указа се види да је у време одликовања био резервни потпоручник.
Из ратова је изашао као активни официр и као потпуковник је једно време, између два светска рата био командандт Окружне пуковске команде у Прокупљу.